# Thomasville (Carolina do Norte)
Thomasville é uma cidade localizada no estado norte-americano de Carolina do Norte, no Condado de Davidson e Condado de Randolph.

## Demografia
Segundo o censo norte-americano de 2000, a sua população era de 19.788 habitantes.
Em 2006, foi estimada uma população de 26.200, um aumento de 6412 (32.4%).

## Geografia
De acordo com o United States Census Bureau tem uma área de
28,9 km², dos quais 28,9 km² cobertos por terra e 0,0 km² cobertos por água.

## Localidades na vizinhança
O diagrama seguinte representa as localidades num raio de 20 km ao redor de Thomasville.